# Cueva de Nerja
Cueva de Nerja är en grotta i Spanien.   Den ligger i Maro, ett distrikt i den spanska kommunen Nerja i provinsen Provincia de Málaga och regionen Andalusien, i den södra delen av landet, 400 km söder om huvudstaden Madrid. Cueva de Nerja ligger 146 meter över havet.
Nerjagrottan upptäcktes den 12 januari 1959. Den är av historiskt och geologiskt intresse för de arkeologiska lämningarna, som inkluderar några grottmålningar, och för de formationer som täcker tak och väggar (stalaktiter och stalagmiter).
Terrängen runt Cueva de Nerja är varierad. Havet är nära Cueva de Nerja söderut.  Närmaste större samhälle är Nerja, 2,7 km väster om Cueva de Nerja. 